# Avessé
Avessé è un comune francese di 375 abitanti situato nel dipartimento della Sarthe nella regione dei Paesi della Loira.
Il territorio comunale è bagnato dalle acque del fiume Vègre.

## Società

### Evoluzione demografica
Abitanti censiti